# Eucalyptus dunnii
Eucalyptus dunnii är en myrtenväxtart som beskrevs av Joseph Henry Maiden. Eucalyptus dunnii ingår i släktet Eucalyptus och familjen myrtenväxter. Inga underarter finns listade i Catalogue of Life.